# Transport wodny śródlądowy

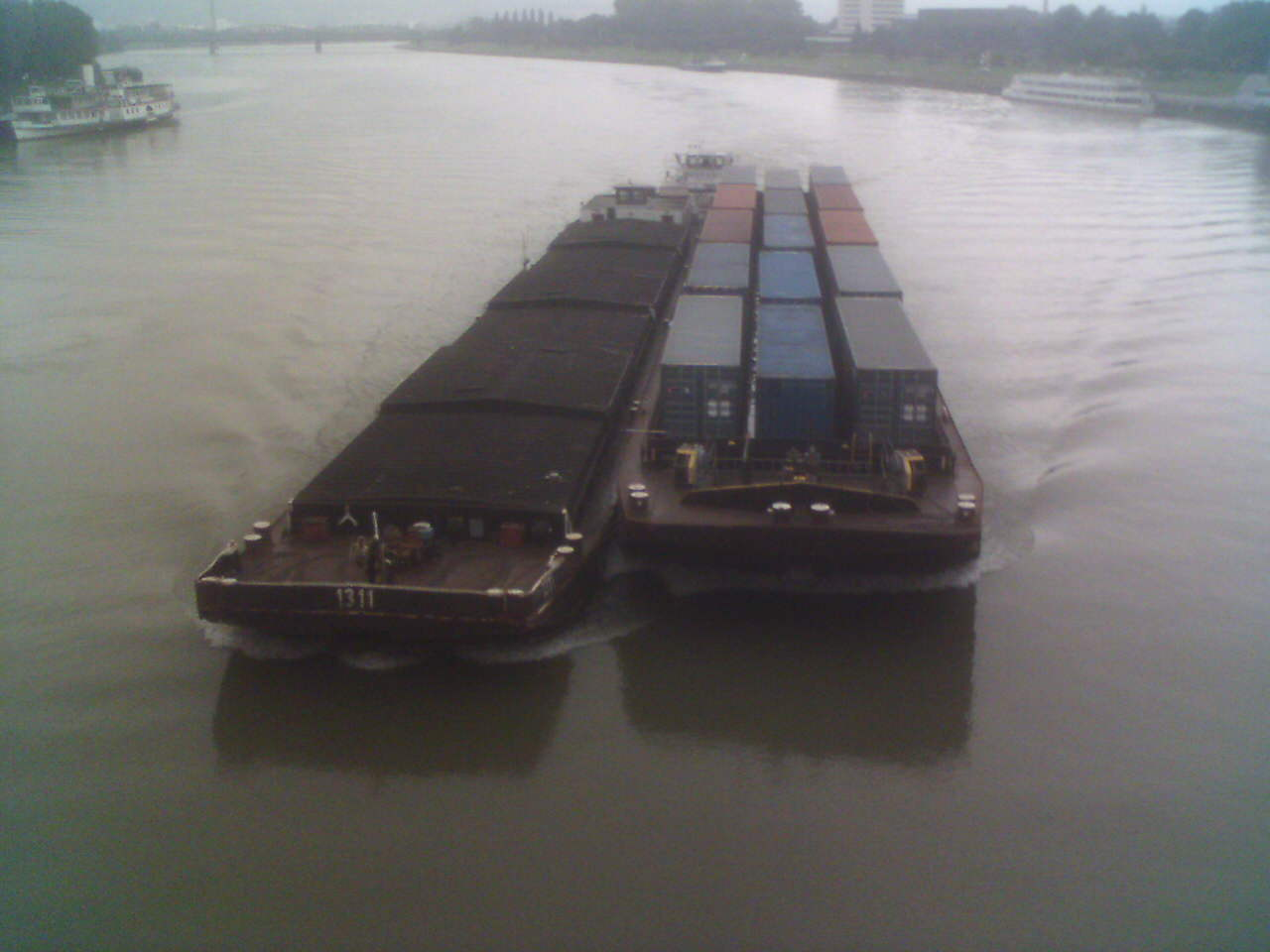
Dwie barki pchane przez pchacz na Dunaju w Linzu

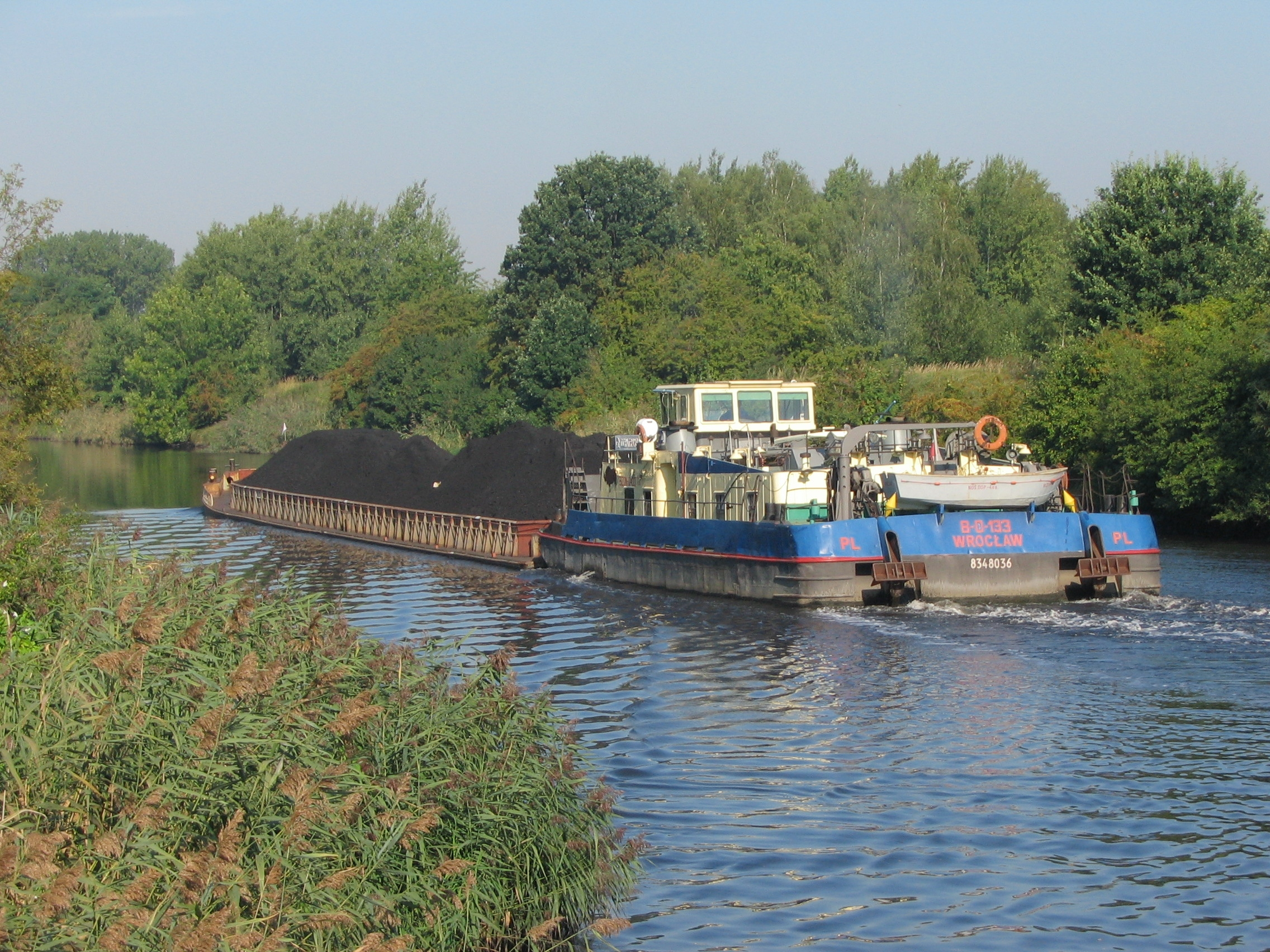
Barka z pchaczem na Kanale Gliwickim w okolicy mostu kolejowego koło miejscowości Dzierżno

Transport wodny śródlądowy – transport towarów lub pasażerów, na statkach żeglugi śródlądowej, w całości lub w części po żeglownych śródlądowych drogach wodnych.